# Saburai
Saburai (Sebura) ist ein osttimoresischer Suco im Verwaltungsamt Maliana (Gemeinde Bobonaro).

## Geographie

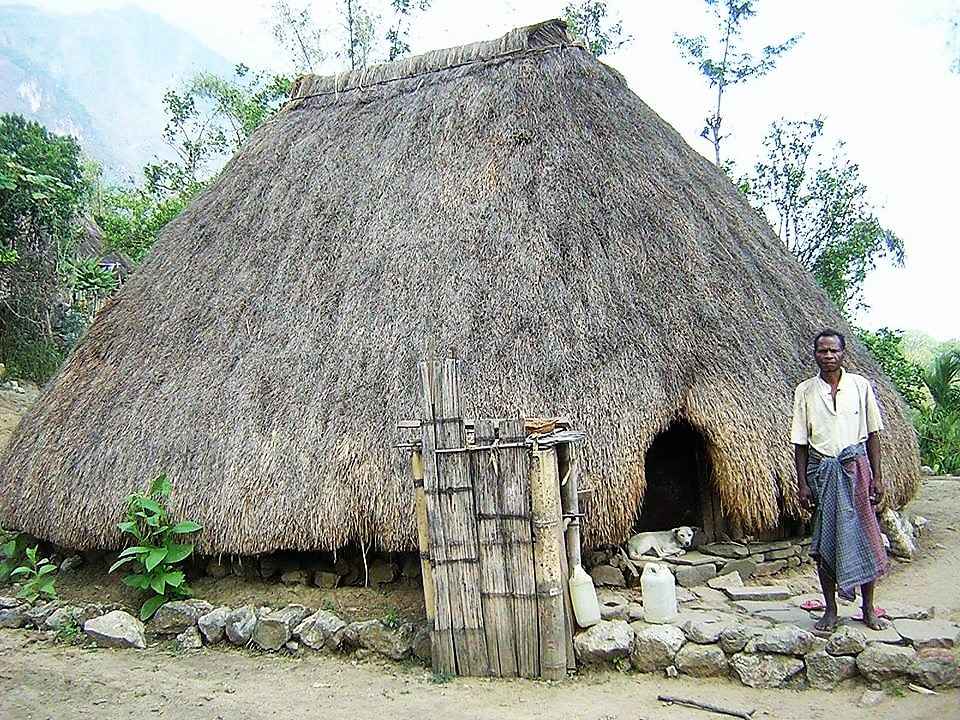
Traditionelles Haus in Saburai (2018)

Der Suco Saburai liegt im Süden des Verwaltungsamts Maliana. Im Norden befindet sich der Suco Tapo/Memo. Östlich liegt das Verwaltungsamt Bobonaro mit seinen Sucos Tapo und Leber und südlich das Verwaltungsamt Lolotoe mit seinen Sucos Gildapil und Lebos. Im Westen grenzt Saburai an das indonesische Westtimor. Die Landesgrenze wird vom Fluss Malibaca gebildet. Die Grenze im Südosten bildet größtenteils ein Gebirgszug mit Gipfeln, wie dem Foho Malitoli (Foho Saburai, 1714 m, Lage) und dem Mabilwa (1656 m, Lage).
Saburai hat eine Fläche von 31,63 km² und teilt sich in die drei Aldeias Cossal, Mabiloa und Tazmasac. Im Norden befinden sich die Dörfer Saburai und Taz (Tas), im Zentrum Cossal, Maloi und Majolo’o und südlich davon die Dörfer Mabiloa und Masagel.
Der Suco war in den ersten Jahren der Unabhängigkeit nur schlecht an den Verkehr angeschlossen. Für die Parlamentswahlen in Osttimor 2007 mussten die Wahlurnen mit Pferden und Trägern zum Wahllokal transportiert werden. 2019 wurde eine neue 17 Kilometer lange Straße eingeweiht, die von Maliana im Norden nach Atos in Gildapil führt. Im Ort Saburai steht der Stützpunkt Calohan der Unidade de Patrulhamento de Fronteira (UPF). Der Stützpunkt Saburai 2 liegt südwestlich des Dorfes (Lage). Grundschulen gibt es in Saburai und Mabiloa. Saburai hat zudem eine Kapelle.

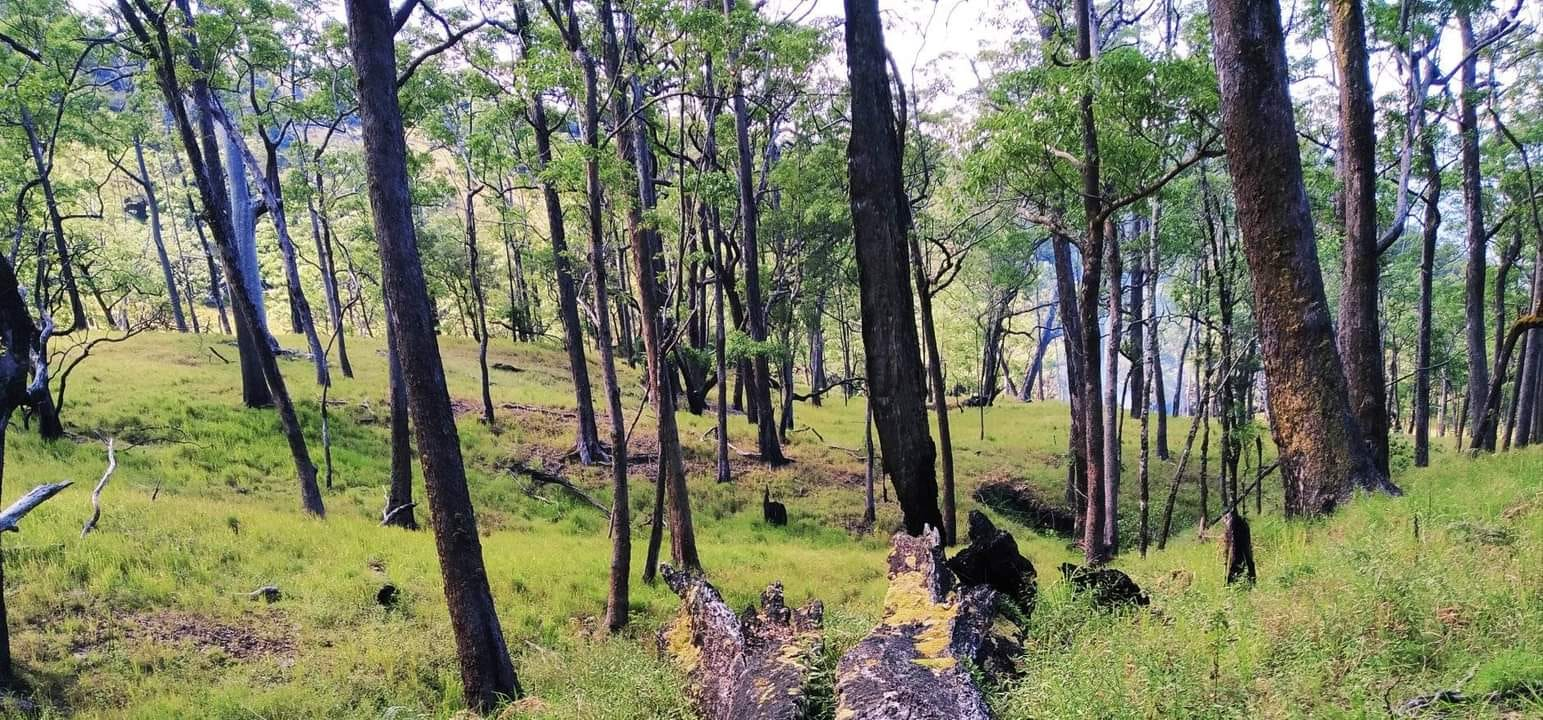
Am Foho Malitoli
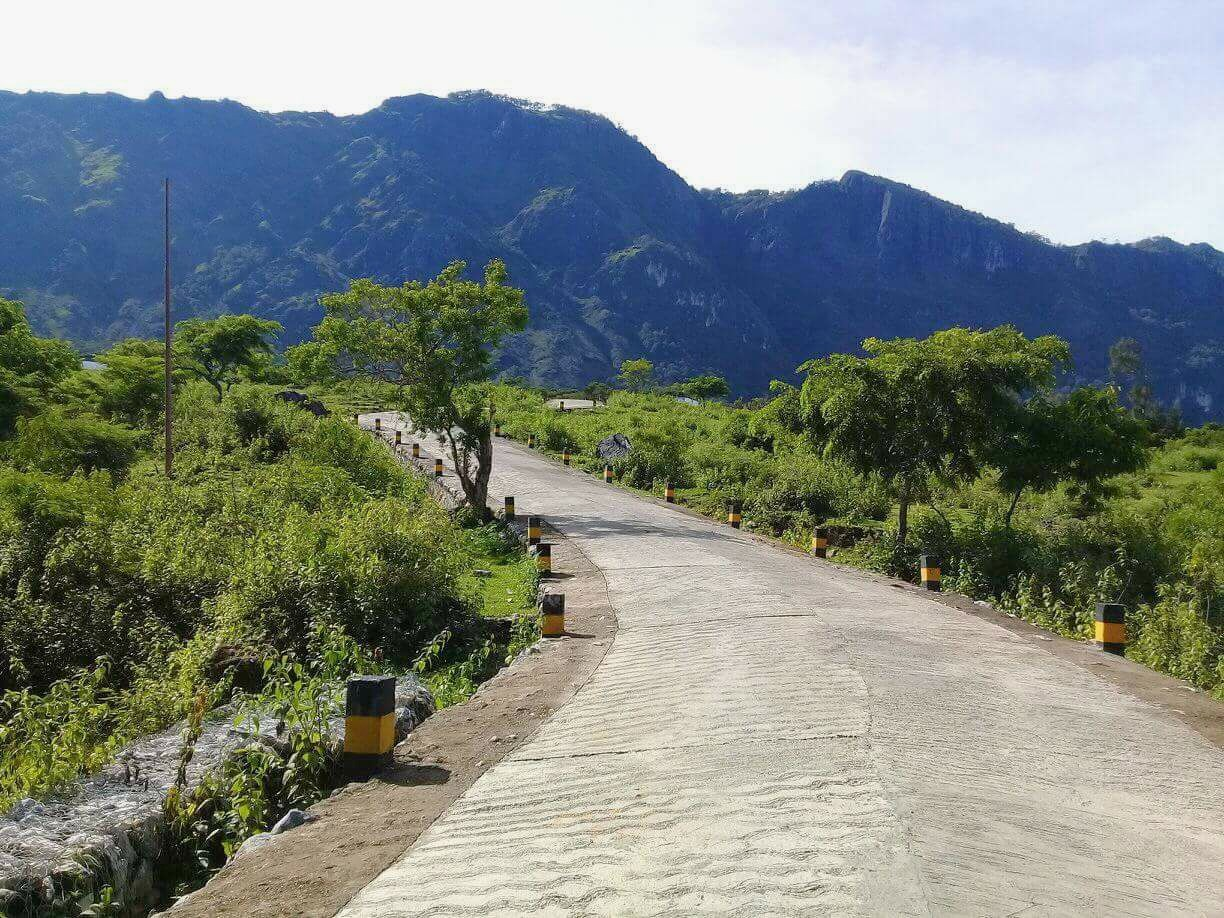
Auf einer Straße mit dem Foho Malitoli im Hintergrund

## Einwohner
Im Suco leben 2.594 Einwohner (2022), davon sind 1.243 Männer und 1.351 Frauen. Im Suco gibt es 689 Haushalte. Etwa 95 % der Einwohner geben Bunak als ihre Muttersprache an. Unter 5 % sprechen Tetum Prasa und eine kleine Minderheit Atauru.

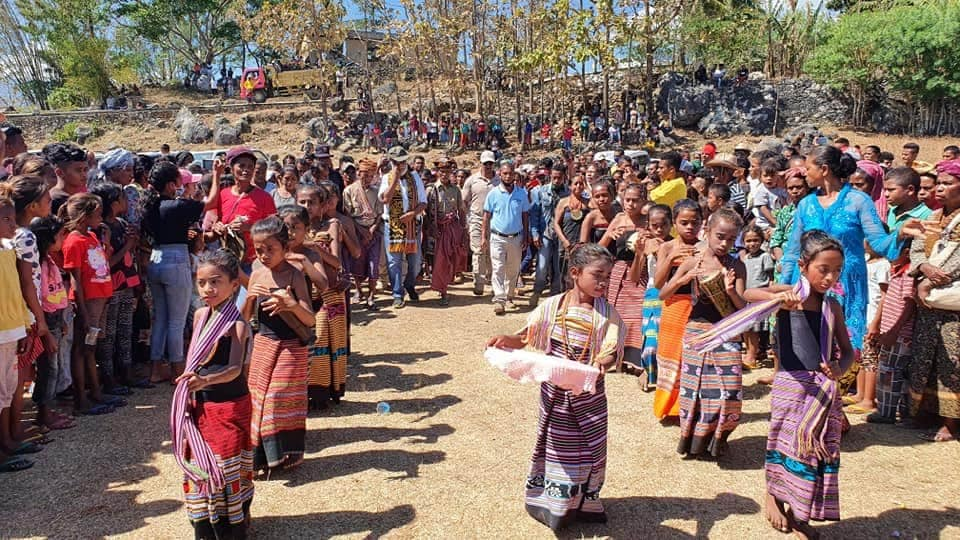
Empfang von Xanana Gusmão in Saburai (2020)
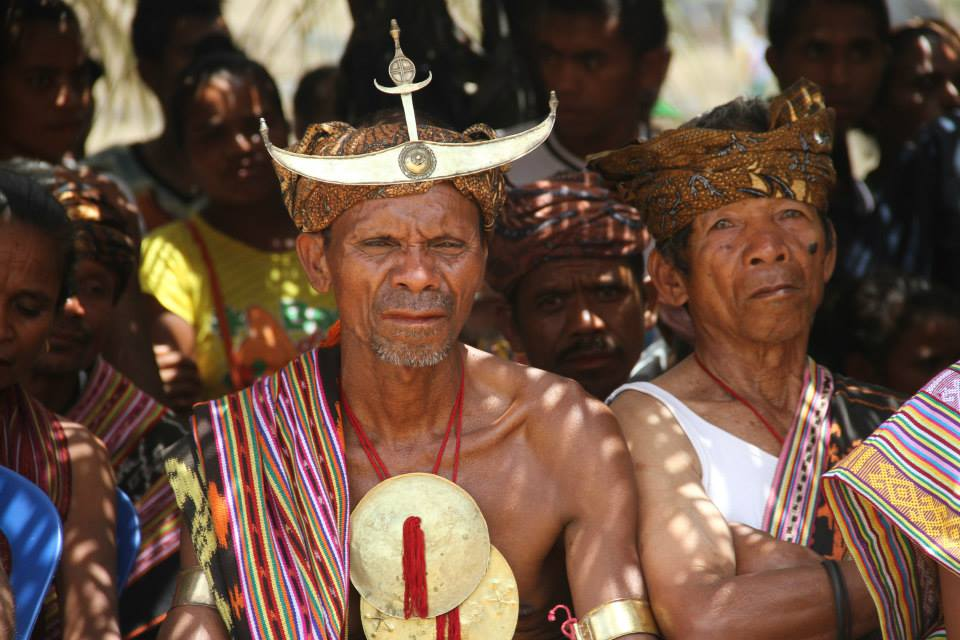
Traditioneller Würdenträger mit Kaibauk und Belak
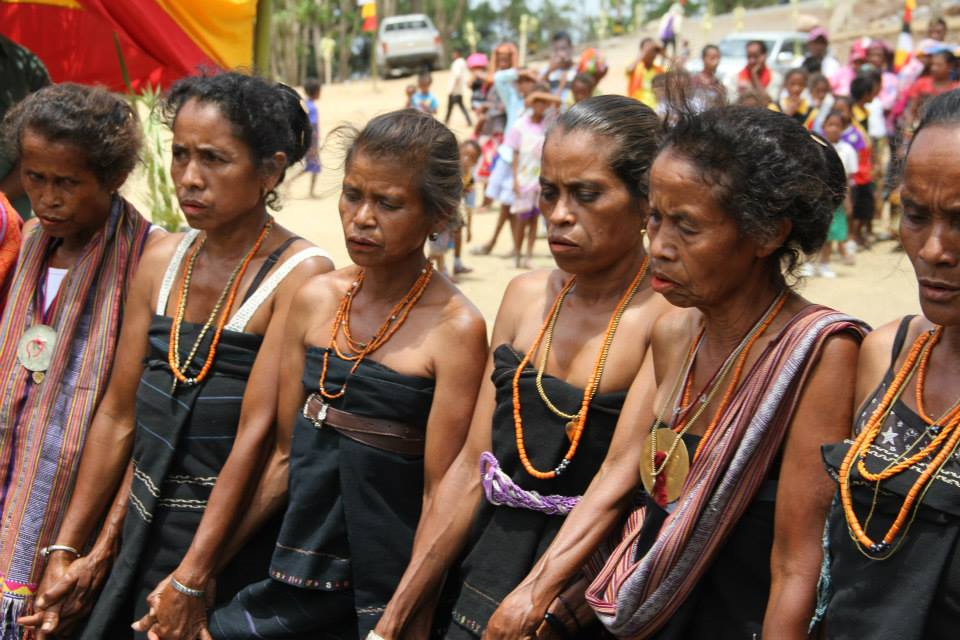
Frauen in traditionellen Tais

## Geschichte
Im November 1980 versuchten indonesische Soldaten in direkten Verhandlungen auf dem Foho Malitoli mit dem lokalen FALINTIL-Chef José Pereira einen Friedensschluss zu erzielen. Die Gespräche brachten aber kein Ergebnis.

## Politik

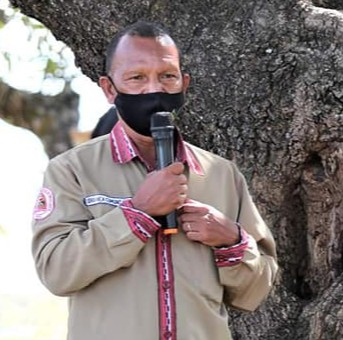
Vincente dos Santos (2021)

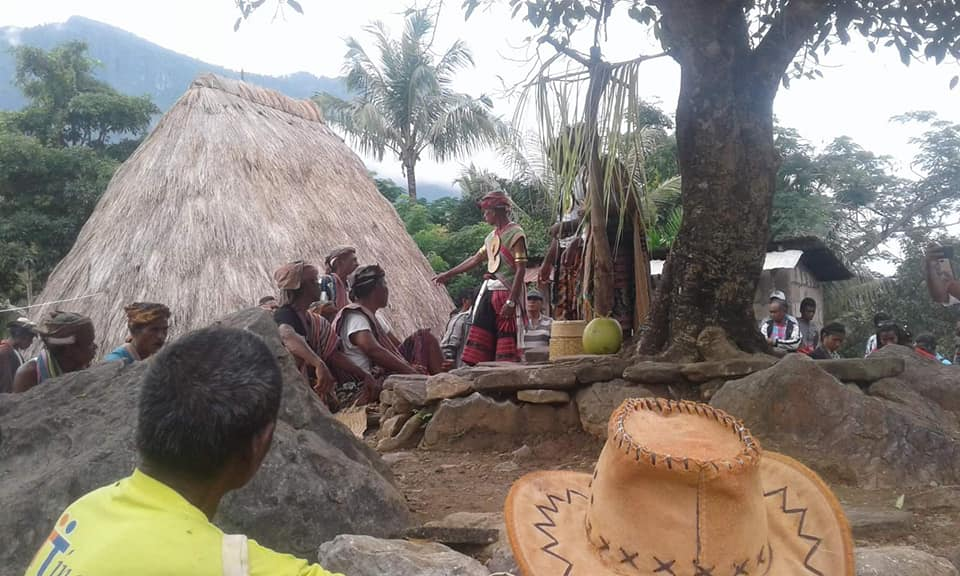
Verabschiedung des Tara Bandu (2019)

Bei den Wahlen von 2004/2005 wurde António Borges zum Chefe de Suco gewählt und 2009 in seinem Amt bestätigt. Bei den Wahlen 2016 gewann Vicente dos Santos und 2023 Abel Manu Mali.
Am 4. April 2019 wurde in Saburai von der Bevölkerung ein Tara Bandu (im lokalen Bunak „Dadi ukon“) vereinbart. Das Regelwerk nach traditioneller Form wurde von der Gemeindeleitung, dem Suco-Rat, der Gemeindepolizei und der Jugend zusammen mit den Ältesten aller Uma Lisan im Verwaltungsposten Maliana ausgearbeitet. Sie dienen zur Verhinderung von Konflikten und Umweltzerstörung sowie zur Stärkung der bestehenden gesetzlichen Bestimmungen. Strafen fallen zusätzlich zu den juristischen an. Die Regeln betreffen zum Beispiel Dinge, wie Vandalismus, Umweltvergehen, Abgabe von Zigaretten an Minderjährige, aber auch Diebstahl, sexuellen Missbrauch und Ehescheidungen.